# آژانس اطلاعات ملی شیلی
آژانس اطلاعات ملی شیلی به اسپانیولی (Agencia Nacional de Inteligencia de Chile (ANI)) یک آژانس اطلاعاتی است. این سازمان مطابق با مفاد قانون شماره ۱۹۹۷۴ مورخ ۲ اکتبر در سال ۲۰۰۴ تشکیل شده و جایگزین و درامتداد اداره امنیت عمومی و اطلاعات (DISPI) می‌باشد. این آزانس اولین سرویس اطلاعاتی غیرنظامی در تاریخ شیلی است.
آنی به عنوان یک سرویس عمومی اطلاعاتی متمرکز دارای ماهیتی فنی و تخصصی بوده و در امور اداری تابع رئیس‌جمهور و زیر نظر وزارت کشور است. آنی اولین سرویس اطلاعاتی برزیل است که به‌طور کامل از غیرنظامیان تشکیل شده است. اعضای آن حدوداً صد و بیست و پنج نفر است.
وظایف آنی جمع‌آوری و پردازش اطلاعات از همه زمینه‌ها در سطح ملی و بین‌المللی و تولید اطلاعات مطابق با الزامات رئیس‌جمهور است. تهیه گزارش‌های اطلاعاتی با ماهیت محرمانه برای رئیس دولت و سازمان‌های تعیین شده توسط آن در جهت حفاظت از سیستم‌های اطلاعاتی حیاتی دولت یا درخواست اطلاعات و پیشنهاد از سازمان‌های اطلاعاتی ارتش و پلیس اطلاعاتی از وظیفه‌های این آژانس است.